# Sōichi Ōya
Sōichi Ōya (大宅 壮一, Ōya Sōichi), né le 13 septembre 1900 et mort le 22 novembre 1970, est un journaliste japonais réputé pour ses travaux relatifs à la culture populaire.

## Biographie
Né dans ce qui est à présent un quartier de la ville de Takatsuki où son père était brasseur de sauce de soja, Ōya montre très jeune un intérêt pour les questions sociales et, après avoir quitté l'université de Tokyo, il s'engage dans la Fabian Society (un groupe socialiste progressiste). Il est également actif comme essayiste littéraire et fonde la Mass Communication Juku (マスコミ塾), littéralement l'« atelier de communication des masses ». Il laisse derrière lui le prix Sōichi Ōya qui reconnaît les contributions des jeunes journalistes et la bibliothèque Sōichi Ōya (en), importante bibliothèque d'archives au Japon recueillant des publications populaires que la plupart des institutions ignorent. Nombre d'œuvres littéraires sont présentes dans la Ōya Sōichi Zenshū (大宅壮一全集) publiée par Sōyōsha (蒼洋社). Il a été reconnu comme un « iconoclaste et salué pour « l'esprit de chahut » qu'il a cultivé tout au long de sa carrière » mais a également été critiqué pour son attitude critique vis-à-vis des nouveaux mouvements religieux.
Il reçoit le prix Kan-Kikuchi en 1965.

## Source de la traduction
- (en) Cet article est partiellement ou en totalité issu de l’article de Wikipédia en anglais intitulé « Sōichi Ōya » (voir la liste des auteurs).